# Chien leveur de gibier
 (octobre 2014).
Si vous disposez d'ouvrages ou d'articles de référence ou si vous connaissez des sites web de qualité traitant du thème abordé ici, merci de compléter l'article en donnant les références utiles à sa vérifiabilité et en les liant à la section « Notes et références ».
Le chien leveur de gibier est un chien de chasse permettant, comme son nom l'indique, de lever le gibier. Il s'agit la plupart du temps de petits gibiers à plumes, tel des perdrix ou des grives.
Le chien fouille les fourrés à la recherche de proies. Il doit rester à portée du fusil, soit environ 30 mètres, pour qu'une fois levé, le gibier puisse être abattu par le chasseur. Le chien doit être très obéissant, car il ne doit pas pourchasser l'animal chassé.
De nombreuses races de chiens sont spécialisées dans le lever de gibier, comme le cocker spaniel. Le nom "cocker" provient d'ailleurs de l'anglais woodcock, qui désigne la bécasse. Au cocker s'ajoutent plusieurs types de retrievers ou d'épagneuls.

## Galerie

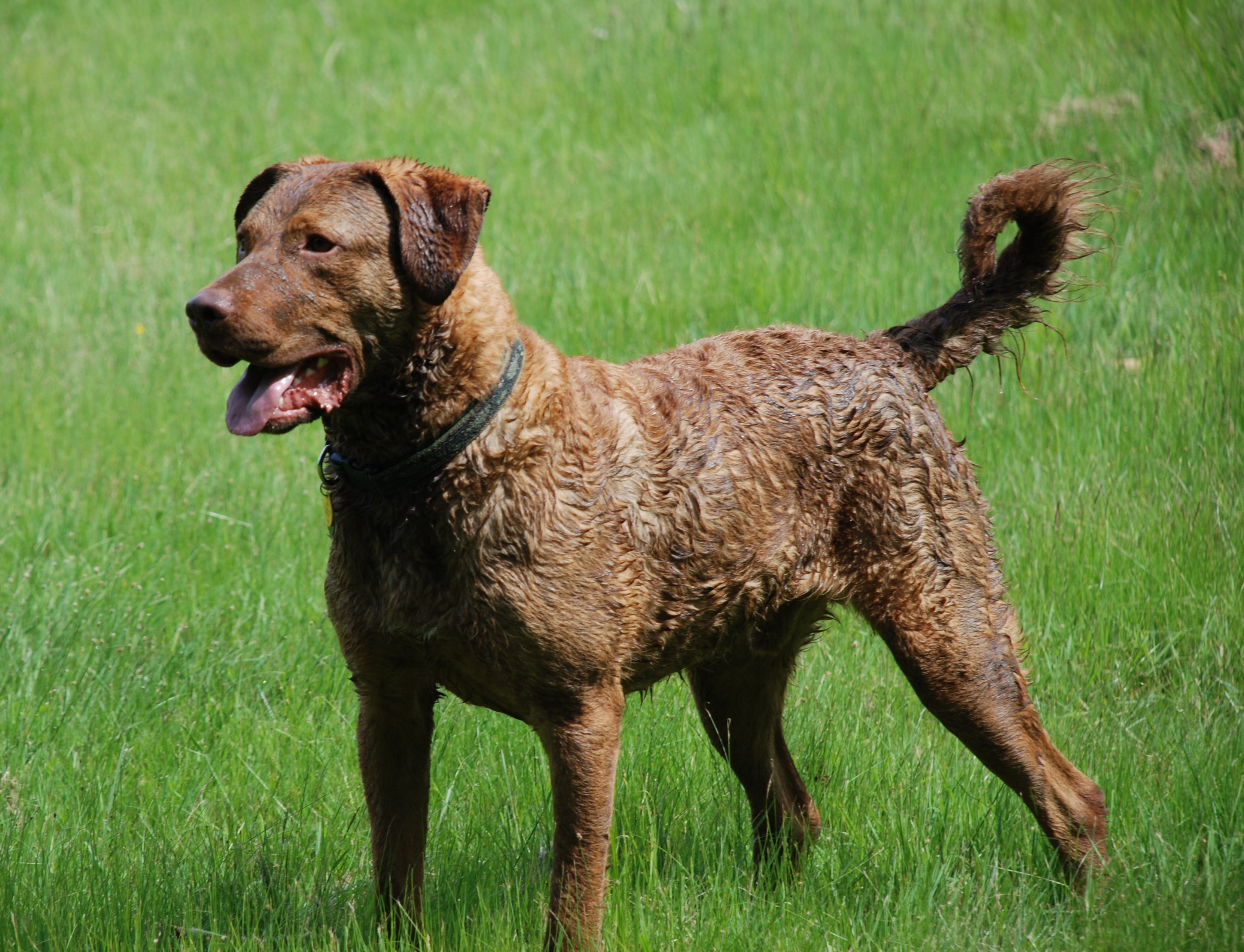
Retriever de la baie de Chesapeake.
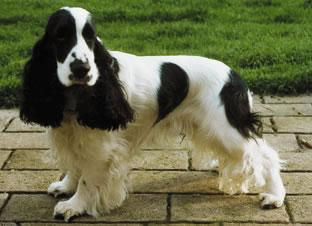
Cocker Spaniel.